# 슈퍼스타K 2016 참가자 목록
다음은 M.net의 스타 오디션 프로그램 슈퍼스타 K 시리즈의 여덟 번째 시즌 《슈퍼스타K 2016》의 참가자들을 나열한 목록이다. Top 10과 그 외 저명한 참가자들을 나열한다.

## TOP 10

### 김영근
우승자.

### 이지은
준우승자.

### 박혜원
TOP4.

### 조민욱
TOP4.

### 코로나
TOP7.

### 이세라
TOP7, 선데이문의 보컬.

### 동우석
TOP7.

### 유다빈
TOP10.

### 김예성
TOP10.

### 진원
TOP10.

## 그 외

### 신원혁
TOP17.

### 박준혁
TOP17. 수문달의 대표다.

### 헤이팝시
TOP17. 4인조 걸그룹으로, 네 명 모두 지구의 멤버로 데뷔했다.

### 이서연
TOP17. 스타 오디션 위대한 탄생 2 Top70 출신이며 폴라리스엔터테인먼트에 입사하여 걸그룹 데뷔 예정이었으나 무산되었다.

### 문소연
TOP26.

### 김태연
TOP26. 한상원밴드 출신이다.

### 박준우
TOP26. 푸른날 프로젝트 멤버.

### 영자돌림
TOP40. 정도영, 정세영으로 구성되어 있다. 정도영은 정도영 쿼텟, 정세영은 소년:달의 멤버로 활동 중이다.

### 임지수
TOP40. 보컬플레이 2 우승자이자, 내일은 국민가수 TOP25.

### 임현서
TOP40. 예명은 혼범서로, 내일은 미스터트롯에 참가해 TOP101 기록.

### 장미소
TOP40.

### 정재연
TOP40.

### 최솔지
TOP40.

### 김지현쌀롱
TOP64.

### 김진오
TOP64.

### 남새라
TOP64. 청춘스타에서 TOP108 기록.

### 박희규
TOP64. 블루오션 멤버로, 슈퍼스타K2, TOP 밴드 1 출신이다.

### 박찬호
TOP64.

### 오병길
TOP64. 스타 오디션 위대한 탄생 3에서 최종 3위에 올랐었다.

### 유지우
TOP64.

### 조 리나
TOP64.

### 표인유
TOP64.